# Pays du Bas-Léon
Le Bas-Léon, (Gloueled Leon en breton) est un pays traditionnel de Bretagne. Ce pays est situé à l'ouest du Léon et de l'actuel département du Finistère. 
Le Bas-Léon s'étend de Ouessant, à Plabennec en passant par Saint-Renan avec pour ville principale Brest
,.